# Hydroabrasion
Unter Hydroabrasion versteht man einen Verschleiß einer Oberfläche infolge einer Flüssigkeitsströmung, in der Feststoffe mitgeführt werden. Hydroabrasion tritt beispielsweise im Wasserbau, bei Pumpen, die Suspensionen fördern, oder beim Rühren feststoffhaltiger Fluide auf. Sie kann auch zur Abtragung landwirtschaftlich genutzter Böden oder ihrer Nährstoffe führen, wenn beispielsweise starke Regenfälle auftreten.